# Achelia superba
Achelia superba är en havsspindelart som först beskrevs av Loman, J.C.C. 1911.  Achelia superba ingår i släktet Achelia och familjen Ammotheidae. Inga underarter finns listade i Catalogue of Life.